# Secteur public en Tunisie
Le secteur public en Tunisie englobe les ministères, les administrations et les entreprises publiques de la Tunisie.
La fonction publique emploie 664 700 personnes en 2022. L'État joue un rôle assez important dans l'administration tunisienne ou dans les entreprises sur lesquelles il exerce sa tutelle, les postes d'encadrement technique ou de gestion constituant un débouché certain pour les stratégies de mobilité sociale ascendante.

## Fonctionnaires
Un fonctionnaire public, d'après le législateur tunisien, est défini par toute personne ayant la qualité d'officier public, investie d'un mandat électif de service public ou désignée par la justice pour accomplir une mission judiciaire.